# Onyekachi Apam
Onyekachi Apam, född den 30 december 1986 i Aba, Nigeria, är en nigeriansk fotbollsspelare. Vid fotbollsturneringen under OS 2008 i Peking deltog han det nigerianska U23-laget som tog silver. 